# 전육
전육(1946년 5월 12일 ~ )은 대한민국의 농구인이다. 제6대 한국농구연맹 총재를 지냈다.

## 학력
고려대학교 언론대학원을 졸업하였다.